# Artilleria

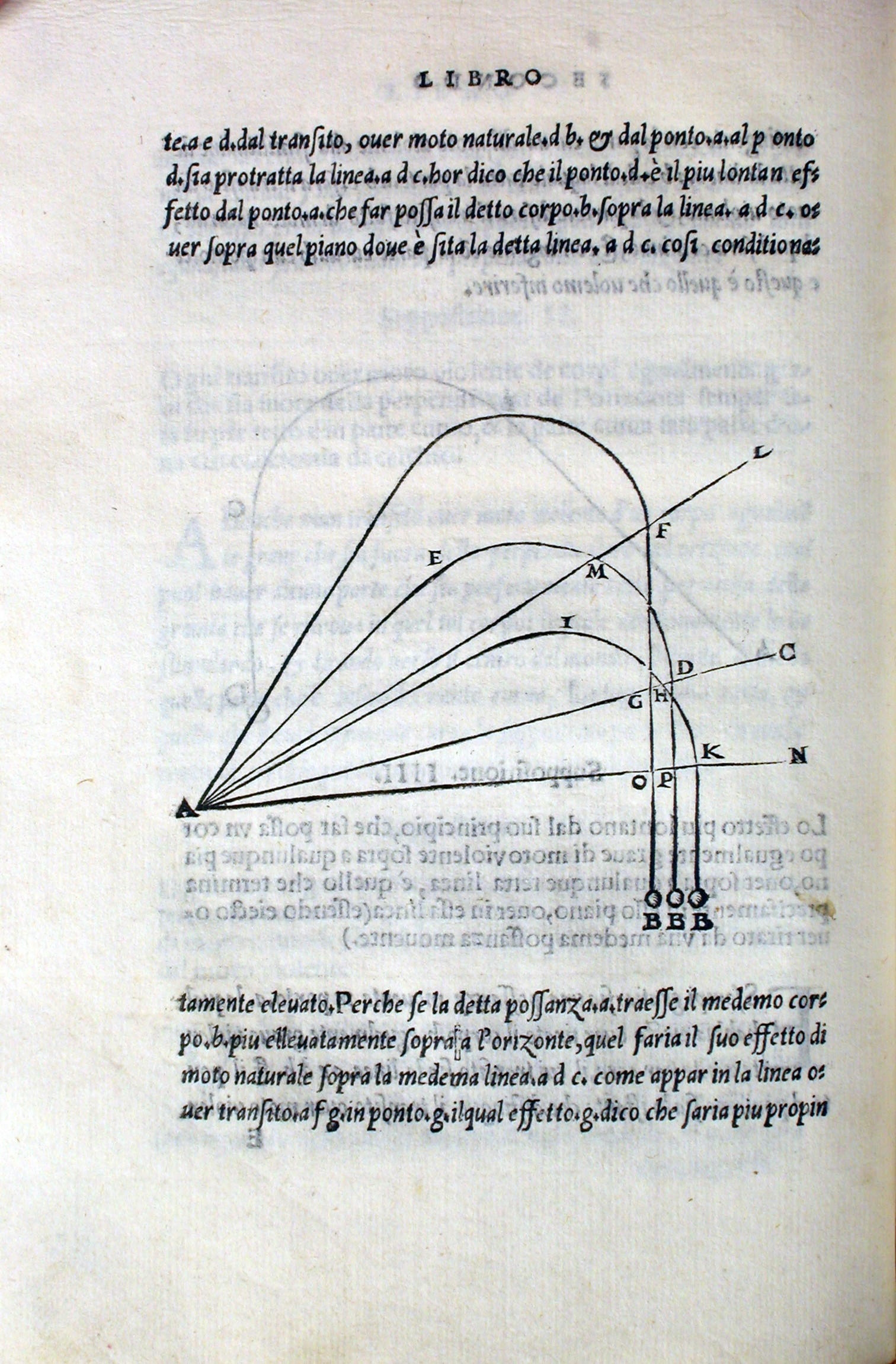
Trajectòries balístiques segons Tartaglia il·lustrant una edició de 1606. L'obra original data de 1537

L'artilleria és el cos militar que utilitza projectils de gran mida impulsats per una substància explosiva. També s'anomena artilleria l'armament (peça d'artilleria) que llança grans projectils i que caracteritza les unitats d'artilleria.

## Peça d'artilleria

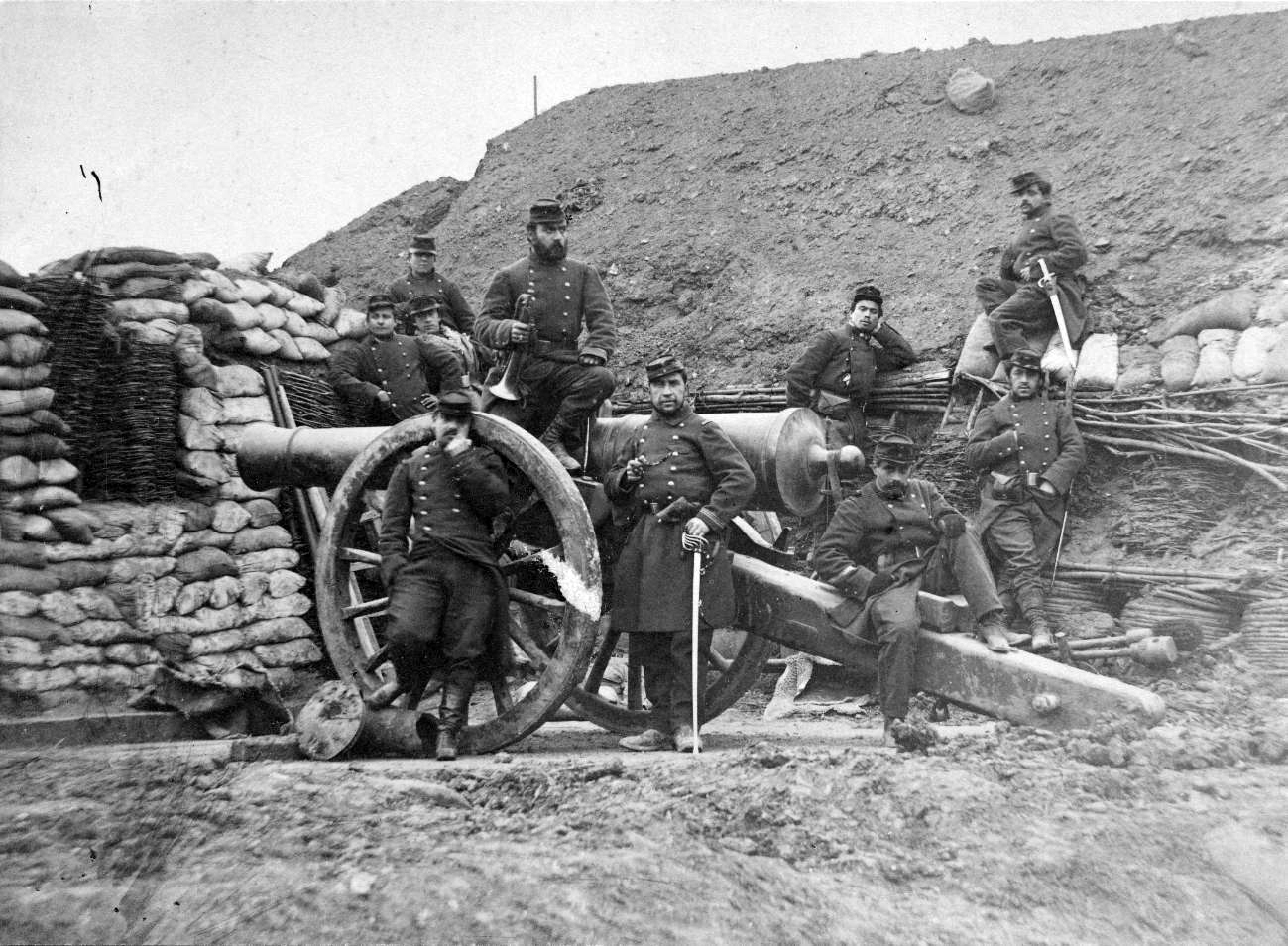
Soldats francesos a la Guerra Franco-Prussiana 1870–71

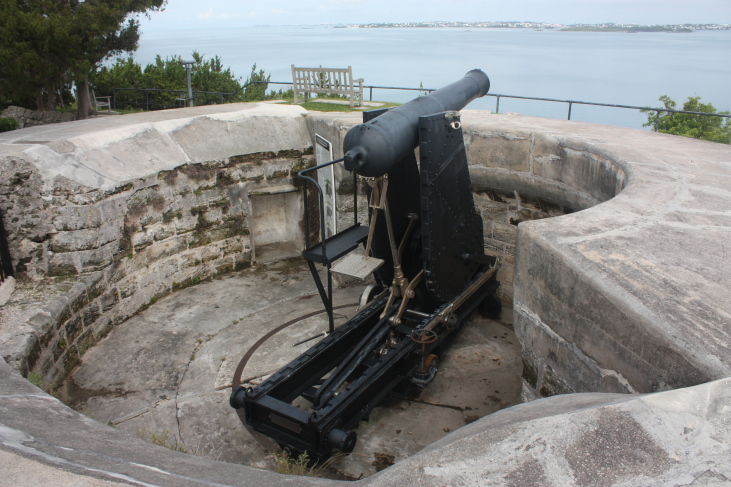
Canó britànic de 64 lliures Rifled Muzzle-Loaded (RML) en una muntura Moncrieff que s'oculta, a Scaur Hill Fort, Bermudes. Aquesta és una part d'una bateria fixa, destinada a protegir contra atacs per terra i servir com a artilleria costanera.

Encara que no s'anomenen així, les màquines de setge que fan el paper reconeixible d'artilleria s'han emprat en la guerra des de l'antiguitat. La primera catapulta coneguda es va desenvolupar a Siracusa l'any 399 aC. Fins a la introducció de la pólvora en la guerra occidental, l'artilleria depenia de l'energia mecànica que no només limitava severament l'energia cinètica dels projectils, sinó que també requeria la construcció de ginys molt grans per acumular energia suficient. Un llançament de catapulta romana del segle I aC de pedres de 6,55 kg va aconseguir una energia cinètica de 16 kilojoules, en comparació amb una arma de 12 lliures de mitjans del segle XIX, que va disparar una bala de 4,1 kg, amb una energia cinètica de 240 kilojoules, o un cuirassat nord-americà del segle XX que va disparar un projectil de 1.225 kg de la seva bateria principal amb un nivell d'energia que supera els 350 megajoules.
Des de l'edat mitjana fins a la major part de l'era moderna, les peces d'artilleria terrestres van ser mogudes per carruatges tirats per cavalls. A l'era contemporània, les peces d'artilleria i la seva tripulació es basaven en rodes o vehicle sobre oruga com a transport. Aquestes versions terrestres de l'artilleria van ser eclipsades pels canons de ferrocarril; el més gran d'aquests canons de gran calibre mai concebut - Projecte Babylon de l'afer Supergun - era teòricament capaç de posar un satèl·lit en òrbita. L'artilleria utilitzada per les forces navals també ha canviat significativament, amb míssils generalment substituint els canons en la guerra de superfície.
Al llarg de la història militar, els projectils es van fabricar a partir d'una gran varietat de materials, en una gran varietat de formes, utilitzant molts mètodes diferents per orientar obres estructurals/defensives i infligir víctimes enemigues. Les aplicacions d'enginyeria per al lliurament de munició també han canviat significativament amb el pas del temps, abastant algunes de les tecnologies més complexes i avançades que s'utilitzen actualment.
En alguns exèrcits, l'arma de l'artilleria és el projectil, no l'equip que el dispara. El procés de llançar foc a l'objectiu s'anomena artilleria. Les accions implicades en l'explotació d'una peça d'artilleria s'anomenen col·lectivament "al servei de l'arma" pel "destacament" o la tripulació d'armes, constituint foc d'artilleria directe o indirecte. La manera en què s'utilitzen les tripulacions (o formacions) d'artilleria s'anomena suport d'artilleria. En diferents períodes de la història, això pot referir-se a armes dissenyades per ser disparades des de plataformes d'armes terrestres, marítimes i fins i tot aèries.

## Integrants
Algunes forces armades utilitzen el terme "artillers" per als soldats i mariners amb la funció principal d'utilitzar l'artilleria.

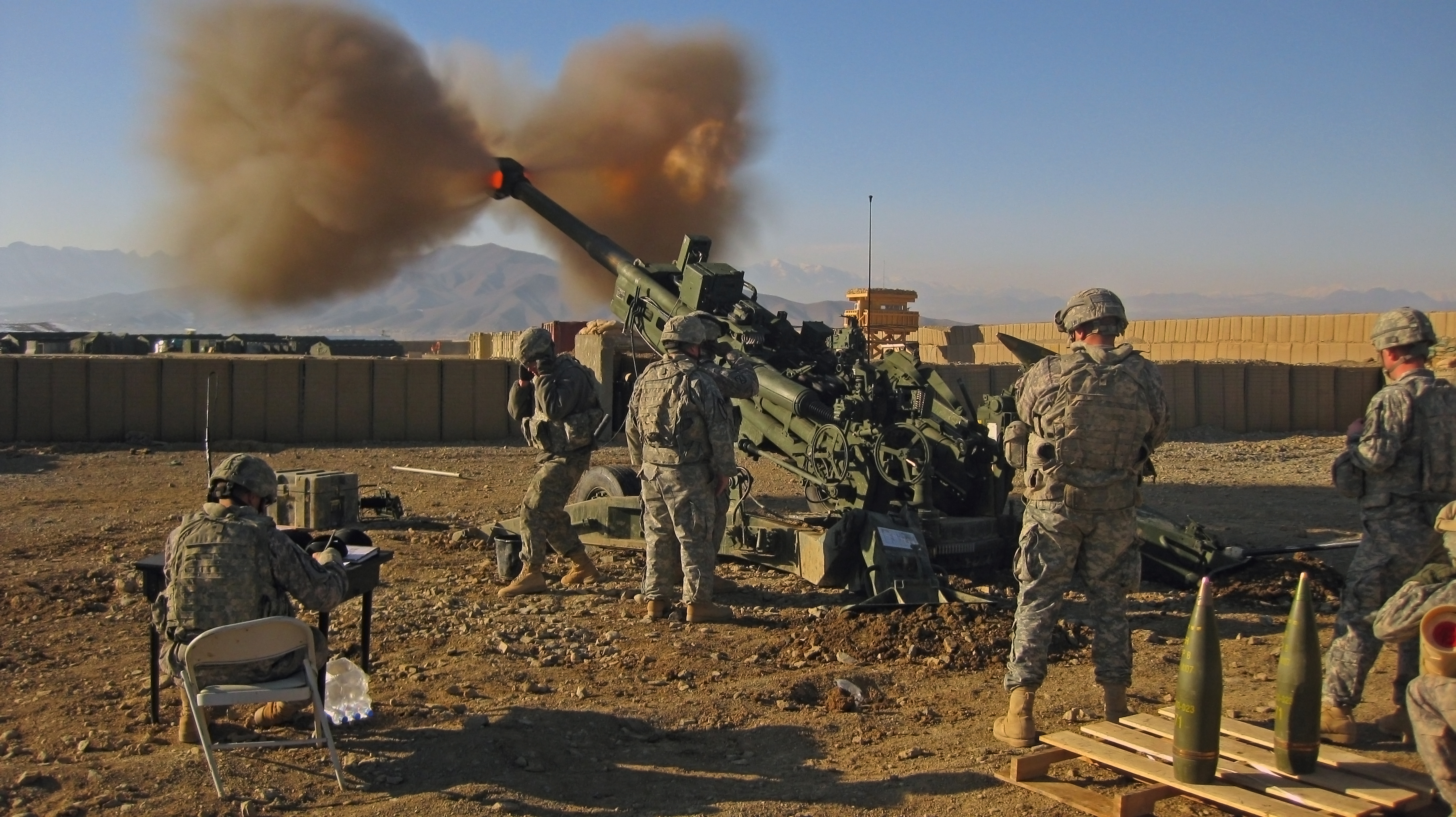
Equip de 7 persones disparant un obús M777, Guerra a l'Afganistan, 2009

Els artillers i les seves armes solen agrupar-se en equips anomenats "tripulacions" o "destacaments". Diverses d'aquestes tripulacions i equips amb altres funcions es combinen en una unitat d'artilleria, normalment anomenada bateria, encara que de vegades s'anomena companyia. Als destacaments d'armes, cada rol està numerat, començant per "1" el comandant del destacament, i el nombre més alt és el Coverer, el segon al comandament. "Gunner" també és el grau més baix, i els suboficials menors són "Bombardiers" en algunes armes d'artilleria.
Les bateries són aproximadament equivalents a una companyia a la infanteria, i es combinen en organització militar més grans amb finalitats administratives i operatives, ja siguin batallons o regiments, depenent de l'exèrcit. Aquestes es poden agrupar en brigades; l'exèrcit rus també agrupa algunes brigades en divisions d'artilleria, i l'Exèrcit Popular d'Alliberament té cossos d'artilleria.
El terme "artilleria" també designa un braç de combat de la majoria de serveis militars quan s'utilitza organitzativament per descriure unitats i formacions de les forces armades nacionals que operen les armes.

## Tàctica

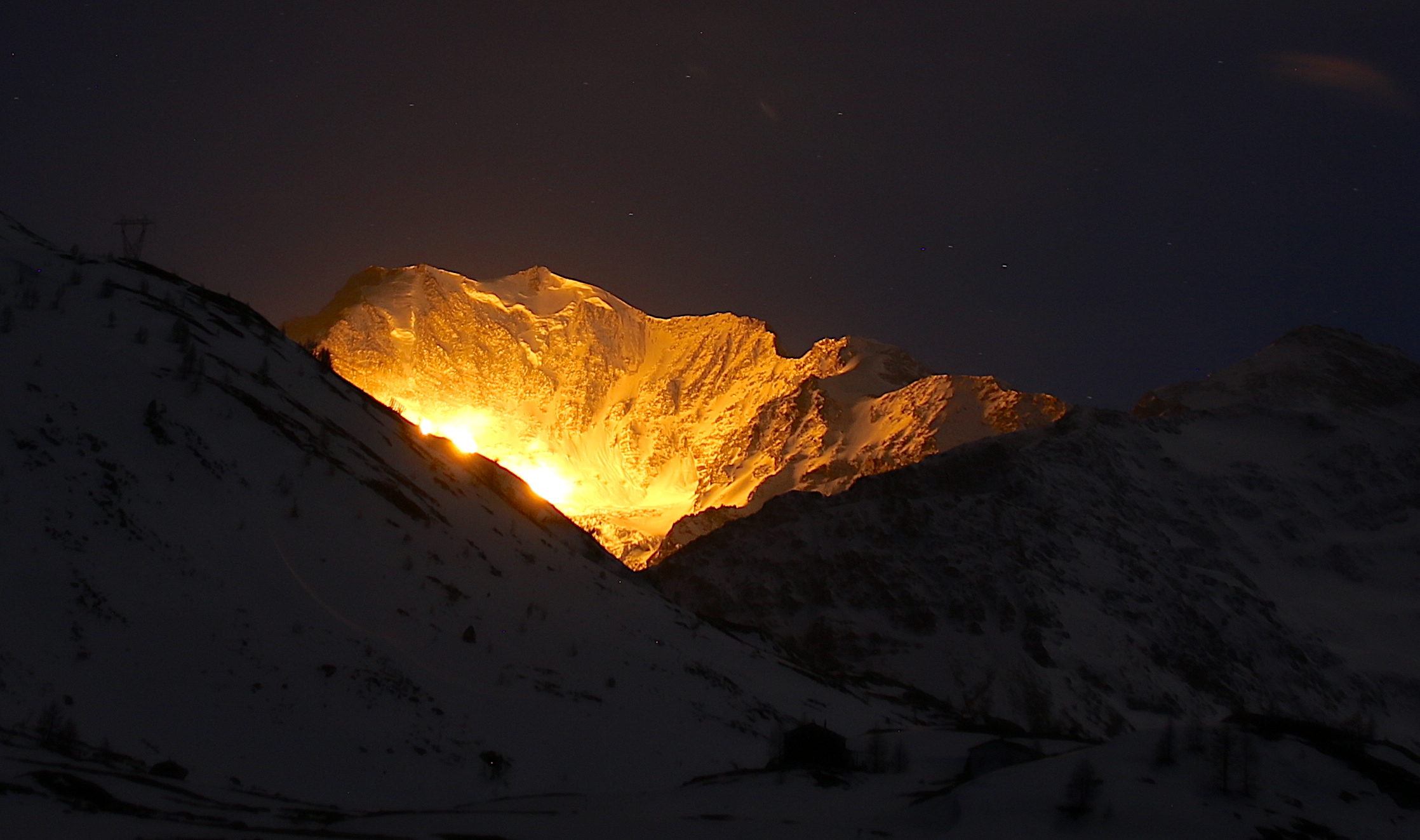
Munició il·luminadora d'artilleria utilitzada en un exercici de tir al Pas del Simplon, Suïssa. La muntanya il·luminada és la muntanya Fletschhorn, a 9 km de la posició del fotògraf.

Durant les operacions militars, l'artilleria de camp té el paper de donar suport a altres armes en combat o d'atacar objectius, especialment en profunditat. A grans trets, aquests efectes es divideixen en dues categories, amb l'objectiu de suprimir o neutralitzar l'enemic, o de causar baixes, danys i destrucció. Això s'aconsegueix principalment lliurant municions d'alta explosió per suprimir o infligir baixes a l'enemic per fragments de carcassa i altres deixalles i per explosió, o bé destruint posicions, equipaments enemics, i vehicles. Les municions no letals, especialment el fum, també poden suprimir o neutralitzar l'enemic enfosquint la seva visió.
El foc pot ser dirigit per un observador d'artilleria o un altre observador, incloses les aeronaus amb tripulació i sense tripulació, o cridat a coordenades del mapa.
La doctrina militar ha tingut una influència significativa en les consideracions bàsiques del disseny d'enginyeria de les municions d'artilleria al llarg de la seva història, en la recerca d'aconseguir un equilibri entre el volum de foc lliurat i la mobilitat de l'artilleria. Tanmateix, durant el període modern, la consideració de protegir els artillers també va sorgir a causa de la introducció a finals del segle XIX de la nova generació d'armes d'infanteria utilitzant la bala conoïdal, més coneguda com la bala Minié, amb un abast gairebé tan llarg com el de l'artilleria de camp.
La creixent proximitat dels artillers i la participació en el combat directe contra altres armes de combat i els atacs amb avions van fer necessària la introducció d'un escut d'armes. Els problemes de com emprar un canó fix o remolcat per cavalls en la guerra mòbil van requerir el desenvolupament de nous mètodes per transportar l'artilleria al combat. Es van desenvolupar dues formes diferents d'artilleria: el canó remolcat, utilitzat principalment per atacar o defensar una línia fixa; i el canó autopropulsat, destinat a acompanyar una força mòbil i a donar suport i/o supressió de foc continu. Aquestes influències han guiat el desenvolupament de l'artilleria, els sistemes, les organitzacions i les operacions fins al present, amb sistemes d'artilleria capaços de proporcionar suport des de tan sols 100 m fins als rangs intercontinentals dels míssils balístics. L'únic combat en què l'artilleria no pot prendre part és el combat cos a cos, amb la possible excepció dels equips de reconeixement d'artilleria.

## Artilleria en l'edat antiga
L'artilleria dels temps antics disparava fletxes grosses, era el cas de les catapultes, i pedres i material incendiari, era el cas de les ballistae (diferents de les ballestes medievals) i els onagres. A l'edat mitjana s'usaren ginys anomenats trabucs, trabuquets, brigoles, fonèvols, mandró i manganells. També poden classificar-se dins l'artilleria medieval les grans ballestes fixes (ballesta de lleva, ballesta de torn).

## Artilleria medieval
Els ginys medievals funcionaven com palanques, amb contrapès o per tracció humana, amb contrapès fix o com un plat de balança carregat penjant, amb contrapès simple o doble, amb fona o sense, i aquests trets es podien combinar de diferents maneres.
El 1331, durant el Setge de Guardamar, els granadins comandats per Abu-l-Nuaym Ridwan usaren algunes màquines de guerra que llançaven boles de foc.
L'any 1488 fou documentada l'arribada a la platja de Barcelona d'una calavera que havia portat dos-cents quintars de pólvora a les tropes que assetjaven Màlaga.

## L'aparició de la pólvora
La difusió de la pólvora, inventada pels xinesos cap al segle v aC, va fer possible l'aparició de l'artilleria moderna a Europa.
La pólvora va ser utilitzada per primera vegada a Occident amb fins bèl·liques en 1262 pels musulmans al setge de Labla en utilitzar-se per a accionar uns primitius canons. i ja el 1346, en la batalla de Crécy està documentat l'ús de tres bombardes. Als Països Catalans, una bombarda fou usada per la marina catalana en la Batalla naval de Barcelona el 1359 durant la Guerra dels Dos Peres.
| «                                                   | ...e la nostra nau desparà una bombarda e ferí en lo castell de la nau de Castella... | » |
| — Cròniques dels reis d'Aragó e comtes de Barcelona |                                                                                       |   |

El desenvolupament de l'artilleria en el segle xv i la seva eficàcia en els camps de batalla europeus va propiciar una revolució tecnològica i una carrera armamentista de les potències continentals. A partir de finals del segle xvi i a mesura que el combat terrestre s'estancava, les principals potències buscaven la superioritat mitjançant la força naval i el perfeccionament de les seves tècniques militars, sorgint les primeres flotes de guerra capaces de perllongar el conflicte a gran distància de la metròpoli. Els vaixells europeus utilitzaven la tàctica militar consistent en l'envestida i l'abordatge, i el canvi en la guerra naval va consistir a utilitzar l'artilleria per enfonsar als vaixells enemics. La creació de flotes armades que protegissin les rutes comercials marítimes va requerir el canvi de producció de les fargues i la forja dels cars canons de bronze al modelat dels més moderns i barats canons de ferro colat, suposant una revolució industrial a causa de l'ús de noves tècniques de fosa.
L'evolució de l'armament artiller ha conduït a armes cada vegada més potents com els coets i els míssils.

## L'artilleria com unitat militar

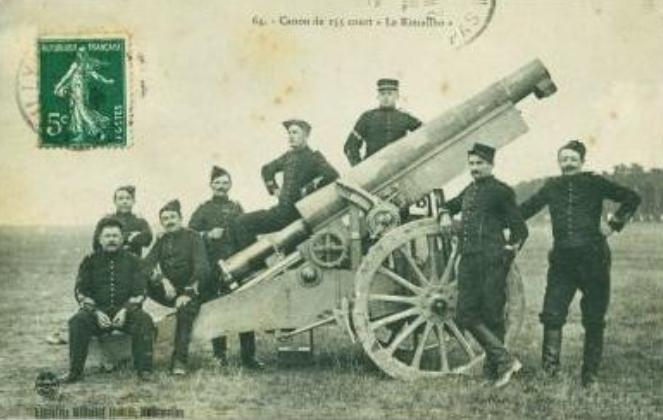
Postal d'una unitat d'artilleria francesa de 1907. Canó de 155 curt lle Rimailho.

L'artilleria és el principal mitjà de suport amb armes de foc de l'exèrcit, amb missió d'assistir a l'arma base per al llançament de projectils en tir usant la balística amb precisió i rapidesa, destruint o neutralitzant els objectius que amenacin l'èxit de l'operació. S'agrupa en bateries i grups artillers.

### Subdivisions de l'artilleria
- Artilleria Antiaèria
- Artilleria Antitancs
- Artilleria Autopropulsada
- Artilleria Costanera
- Artilleria d'Assalt
- Artilleria de Coets
- Artilleria de Morters
- Artilleria Naval

## Tractats d'artilleria
Els canons són armes molt poderoses i destructives que necessiten personal especialitzat per al que el seu maneig sigui segur i efectiu. Per aquest motiu no poden dissociar-se dels tractats teòrics que expliquen el seu funcionament. Sembla que el primer tractat d'artilleria fou Nova Scientia, publicat a Itàlia el 1537 per Niccolo Fontana Tartaglia. Sota la seva influència se'n van publicar uns quants a la península, en castellà:
- 1590, El Perfecto Capitán de Diego de Alaba y Viamont[14]
- 1592, Platica manual de Artilleria de Luís Collado[15]
- 1611, Discurso del Capitan Cristoval Lechuga, en que trata de la artilleria, y de todo lo necessario à ella. Con un tratado de fortificacion, y otros aduertimientos. de Cristobal Lechuga.[16]
- 1613, Tratado de la Artilleria y uso della de Diego Ufano[17]
- 1626, Plática Manual y Breve Compendio de Artillería de Julio César Firrufino.[18]
- 1648, El Perfecto Artillero de Julio César Firrufino.[19]
- 1691. El perfecto bombardero, y practico artificial: dividido en dos tratados. Sebastián Fernández de Medrano.[20]

En català hi ha un tractat antic, de l'any 1642: "Breu tractat d'artilleria" escrit per Francesc Barra.

### Altres tractats i documents
- 1397. Ancient cannon in Europe. H. Brackenbury.[22]
- 1647. Corona, e palma militare di artiglieria, et fortificationi.[23]
- 1743. Traité de l'artillerie, ou des Armes et machines en usage a la guerre depuis l'invention de la poudre. Guillaume Le Blond.[24]
- 1781. The Practical Navigator, and Seaman's New Daily Assistant ...[25]
- 1784. Crónica de D. Alvaro de Luna, condestable de los reynos de Castilla y de Leon, maestre y administrador de la orden y caballeria de Santiago.[26]
- 1812. Els vaixells corsaris de la guerra anglo-americana de 1812-1815 acostumaven a emprar, com a canó principal, un canó anomenat Long Tom.[27]
- 1822. Geschichte des Geschützwesens und der Artillerie in Europa, von ihrem Ursprunge. Carl von Decker.[28]
- 1825. Traité élémentaire d'artillerie, a l'usage des militaires de toutes les armes. Par E. Decker, ... Traduit de l'allemand...[29]
- 1840. Traité sur l'artillerie. A. von Scharnhorst.[30]
- 1850. Memoire sur la decouverte tres-ancienne en Asie et dans l'Indo-Perse de la poudre a canon et des armes a feu. C.H. de Paravey.[31]
- 1880. Tecno-cronografia delle armi da fuoco italiane con aggiunta di notizie intorno agli scrittori d'artiglerie e di fortificazioni.[32]
- 1919. L'artiglieria e le sue meraviglie: dalle origini fino ai nostri giorni.... Ettore Bravetta.[33]
- 2012. Artillery and Missiles. M.J. Dougherty.[34]